# LITTLE WORLD
『LITTLE WORLD』（リトル・ワールド）は、保志総一朗のミニアルバム。2014年5月30日にスターチャイルドから発売された。

## 背景
前作『ONE SONGS』では作詞に関して苦労した経験から、次回作では作曲を手掛けることを考えたという。その後iPhoneに鼻歌を吹き込んだものに歌詞とアカペラを入れて「STIRRING UP」を完成させ、プロデューサーに次回作を作ることへの意気込みを見せたという。曲を視聴したプロデューサーは保志にあと数曲作ることを提案し、最終的に保志自身が全曲を作詞・作曲する運びとなった。また、「しあわせのあるところ」の様な物語性のある曲の場合は主に保志自身の体験に基づいている。
当初はオリジナルアルバムを予定していたという。
コーラスのベースは全てたかはしごうが手掛けているが、「ファイティング！！」では、そのイメージが保志の頭の中で高橋直純を連想させたため、彼にコーラスの参加を依頼したという。

## 音楽性
2曲目「FutureDECIDER」は、制作段階では林原めぐみに作詞を依頼することも検討していたが、全曲を保志が作詞・作曲することが決まってからはコーラスとして彼女を招くことにしたという。その際数曲悩んだ末林原に「FutureDECIDER」を背中をおす立ち位置で依頼したという。
3曲目「ファイティング!!」は、ライブでの盛り上がりを意識したアップテンポの曲。
4曲目「STIRRING UP」は、前作11曲目「綺羅星」の延長線上にあるかっこいい曲。
6曲目「悲壮の恋歌」は、ドラマチックで切ない曲。
8曲目「希望のうた」は、アンコールで歌うことを前提とした温かい曲。

## リリース
2014年5月30日にスターチャイルドから発売された。保志は2012年にオリジナルアルバム『ONE SONGS』をリリースしているが、ミニアルバムとしては本作が初となる。ジャケットは、森を目を閉じた保志の似顔絵の背景に森と鳥が描かれた内容になっている。

## 収録内容
| 全作詞・作曲: 保志総一朗。 |                                             |            |            |              |      |
| #                          | タイトル                                    | 作詞       | 作曲・編曲 | 編曲         | 時間 |
| 1.                         | 「wish 〜prologue〜」(インストゥルメンタル) | 保志総一朗 | 保志総一朗 | たかはしごう | 0:55 |
| 2.                         | 「FutureDECIDER」(コーラス：林原めぐみ)     | 保志総一朗 | 保志総一朗 | 菊田大介     | 5:32 |
| 3.                         | 「ファイティング!!」(コーラス：高橋直純)    | 保志総一朗 | 保志総一朗 | たかはしごう | 6:29 |
| 4.                         | 「STIRRING UP」                             | 保志総一朗 | 保志総一朗 | 森本貴大     | 5:33 |
| 5.                         | 「しあわせのあるところ」                    | 保志総一朗 | 保志総一朗 | たかはしごう | 6:47 |
| 6.                         | 「悲壮の恋歌」                              | 保志総一朗 | 保志総一朗 | 酒井ミキオ   | 6:37 |
| 7.                         | 「Brave Heart 〜輝きの彼方へ〜」            | 保志総一朗 | 保志総一朗 | 岩橋星実     | 5:31 |
| 8.                         | 「希望のうた」                              | 保志総一朗 | 保志総一朗 | たかはしごう | 5:49 |
| 9.                         | 「hope 〜epilogue〜」(インストゥルメンタル) | 保志総一朗 | 保志総一朗 |              | 0:57 |
| 合計時間:                  | 合計時間:                                   | 合計時間:  | 44:13      |              |      |

## チャート
| チャート（2014年）         | 最高位 |
| -------------------------- | ------ |
| オリコン                   | 31     |
| Billboard JAPAN Top Albums | 32     |